# 官宣旨
官宣旨（かんせんじ）とは、弁官下文（べんかんくだしぶみ）とも呼ばれ、平安時代に太政官上卿の口宣を弁官が諸国・寺社に対して発給する下文。官符・官牒の代用として用いられた。

## 概要
太政官が出す公文書は原則外記局が作成するが、官宣旨は諸国・寺社との窓口である弁官局が発給する。従って、外記局を管轄する少納言が持つ太政官の官印は押印されない。なお、官宣旨の“官”とは「太政官」ではなく「弁官」のことと解するのが通説である。また、弁官局は職掌によって左右に分かれているが、官宣旨はその職掌とは無関係に吉事（一般の行政・事件）は左弁官が、凶事（犯罪者の追捕）は右弁官が発給することとなっており、しかも前者が発給する（「左弁官下文」）が圧倒的に多いため、前者のみを官宣旨と称する場合もある。通常は天皇の宣旨内容を蔵人から口宣案として伝えられた上卿が弁官に官宣旨の作成を命じ、これに従って弁官の属官である史が実際の本文を作成する。
書式は漢文真書体で、まず「左弁官下（くだす）」という書出（「右弁官下文」であれば、「右弁官下」となる）から始まり、その下に宛所（「○○国」・「○○寺」とのみ記される）が書かれ、続いて次行に「応～事」という形式の事書（文書の主旨）を書いた後に官宣旨本文が記される。本文最後は「依宣行之」「官符追下」などの書止で締められる。書止の次行に年月日を記し、その下に作成した史の署判、奥上（最終行上部、この場合は年月日・史の署判の入った行の次行にあたる）に発給する弁官の署判が記された。この際に位階・兼官などの記載は一切省かれる。また発給者となる可能性が高かった左中弁・左少弁の署判の場合、単に「中弁・少弁」と書かれた（左大弁・右弁官にはこうした例は無い）。
太政官符・太政官牒の発給には直接の担当者ではない少納言や外記が関与したり、天皇の御璽の請印などが必要とされたために、手続が煩雑でしかも間に儀礼的な文書授受や請印を求めるための儀礼が加わるなど、緊急時には対応が出来ないものであった。そこで手続を簡略化した官宣旨をもってその代わりとしたのである。もっとも、形式上は後から正式な官符・官牒が出されることを前提としていたため、実際には正式な公文書が作成されない場合でも「官符追下」という書止が付されることが多かった。また、緊急性の低い命令や非命令文書であっても官宣旨の発給で済ませる事例もあった。
官宣旨は9世紀には発生していたが、11世紀の初めまでは畿内の寺社などに永続性の低い一時的命令を出す際に用いられていた。だが、発給手続が簡便でかつ正文が管轄の官司ではなく当事者に直接伝達することが可能である（法定の文書伝達形式に拘束されない）ことから、11世紀中期には本来は太政官符で処理すべき、一国平均役や権門間の紛争の裁定でも官宣旨が用いられるようになった。
鎌倉時代に入ると、こうした命令には治天の君による院宣やより簡略化された綸旨が用いられることが多くなったために、寺社に対する仏事や神事の日程や朝廷の使者の派遣の通告などに限定されるようになっていった。